# Cimbru de câmp
Cimbrul de câmp sau lămâioara (Thymus vulgaris) este o plantă erbacee cu flori roșii-purpurii sau albe și cu frunze aromate, folosite în medicină pentru infuzie. Poartă și denumirile de cimbru, lămâioară, sărpun, schinduf, timian sau timișor. În Evul Mediu, planta simboliza curajul și era folosită ca tratament pentru simptome psihiatrice.
Thymus vulgaris L. este o specie din genul Thymus care înflorește vara—toamna cu flori lila-roz.

## Caracteristici
Cimbru de câmp este o plantă multianuală care își dezvoltă în primele stadii de dezvoltare o rădăcină pivotantă puternic ancorată în pământ. În următorii ani, rădăcina se va ramifica iar din ramificații vor pleca în vegetație alte plante dând naștere unei tufe, alcătuită dintr-o rădăcină și mai multe tulpini.
- Florile sunt de culoare lila-roz, câte 3—6, în verticil terminal sau în axa frunzei, deseori în spic[2].

- Frunzele sunt liniare până la eliptice, scurt-pețiolate, cu marginea rulată, tomentoase pe partea inferioară, glabre pe cea superioară[2].

- Tulpina este bogat ramificată, până la 30 centimetri înălțime, dreaptă, aromatică.

## Înmulțire
Se înmulțește prin semințe și divizare.